# IB Berufliche Schulen Waiblingen
Die IB Beruflichen Schulen sind berufliche Schulen in Waiblingen und gehören zum Internationalen Bund (IB).

## Bildungsgänge
Die Allgemeine Hochschulreife kann im dreijährigen Sozial- und Gesundheitswissenschaftlichen Gymnasium im Profil Soziales oder im Profil Gesundheit und im dreijährigen Agrarwissenschaftlichen Gymnasium, die Fachhochschulreife im einjährigen Kaufmännischen Berufskolleg I/II erreicht werden.

## Pädagogisches Konzept
Die Auslands- und Freizeitaktivitäten der Schule vermitteln neben Wissen auch interkulturelle Kompetenzen. Die Schüler besuchen Ausbildungsmessen, erhalten Hilfe bei der Erstellung von Bewerbungsmappen und bei der Suche nach Praktika zur beruflichen Vorbereitung.
An der Schule wird Wert auf eine entspannte und wertschätzende Atmosphäre gelegt, die das motivierte Lernen und Arbeiten begünstigt. Die Schulsozialarbeit vor Ort gewährleistet eine pädagogische Betreuung über den klassischen Schulbetrieb hinaus. Die Schüler, die Förderung der Persönlichkeit und ein gemeinschaftliches und respektvolles Miteinander stehen im Vordergrund.
SMV, Lehrer, Schüler und Schulleitung bilden eine lebendige Schule mit demokratischer Beteiligungsstruktur.